# Liste der Monuments historiques in Essarois
Die Liste der Monuments historiques in Essarois führt die Monuments historiques in der französischen Gemeinde Essarois auf.

## Liste der Immobilien
| Bezeichnung        | Beschreibung             | Standort               | Kennzeichnung | Schutzstatus | Datum | Bild           |
| ------------------ | ------------------------ | ---------------------- | ------------- | ------------ | ----- | -------------- |
| Château d’Essarois | Schloss, 17. Jahrhundert | Rue des Essarts (Lage) | PA00112446    | Inscrit      | 1947  | weitere Bilder |

## Liste der Objekte
| Bezeichnung                          | Beschreibung                                                  | Standort                       | Kennzeichnung | Schutzstatus | Datum | Bild |
| ------------------------------------ | ------------------------------------------------------------- | ------------------------------ | ------------- | ------------ | ----- | ---- |
| Skulptur Heiliger Antonius der Große | Kalkstein, farbig gefasst, zweite Hälfte des 16. Jahrhunderts | in der Kirche St-Médard (Lage) | PM21001059    | Classé       | 1967  |      |